# گولیلمو دل بیمبو
گولیلمو دل بیمبو (انگلیسی: Guglielmo Del Bimbo؛ ۲۰ اکتبر ۱۹۰۳ – ۳ نوامبر ۱۹۷۳) قایقران روئینگ اهل ایتالیا بود.
وی در مسابقات کشوری و بین‌المللی در مجموع برندهٔ ۱ مدال طلا، ۵ مدال نقره شده‌است.